# Ислам в Боснии и Герцеговине

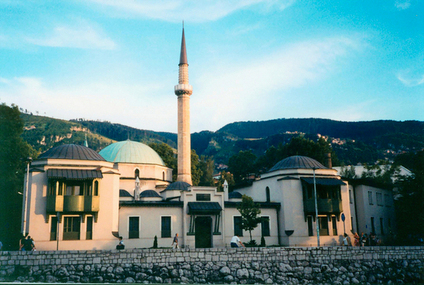
Царская мечеть, построенная во времена Османской империи — старейшая мечеть в Сараеве.

Ислам на территории современной Боснии и Герцеговины появился в XV—XVI столетиях. Это произошло после завоевания османами средневекового Боснийского государства. Современные боснийцы в большинстве исповедуют ислам суннитского толка.
Надёжные статистические данные по количеству религиозных групп в Боснии и Герцеговине остаются недоступными с 1991 года из-за гражданской войны в этой стране.
По оценкам на 2002 год, мусульмане составляют около 40 % населения страны. По данным на 2013 год число мусульман составляло 50,7 %

## Османская эра
Ислам появился на Балканах после завоевания значительной части полуострова Османской империей. Османы завоевали Боснию в 1463 году. В течение нескольких столетий жизни в Османской империи, часть южных славян перешла в ислам. Босния и Герцеговина на протяжении нескольких столетий оставалась частью Османской империи, пока Берлинский конгресс, состоявшийся в 1878 году, не передал контроль над краем Австро-Венгрии. В 1908 году Австро-Венгрия аннексировала край, в результате чего произошёл международный конфликт.
Босния, наряду с Албанией, была одним из вилайетов Порты в Европе, где довольно значительная часть местного населения приняла ислам.
Для боснийцев религия часто служит идентификатором их сообщества, но религиозная практика ограничена случайными посещениями мечети, или отмечанием значимых обрядов: рождения, брака и смерти.

## Боснийская война
Война в Боснии и Герцеговине 1992—1995 годов вызвала внутренние перемещения, которые сконцентрировали население по отдельным этно-религиозным областям. Возросшая реэмиграция в 2001—2002, замедлившаяся в 2003—2004, не коснулась возвращающихся в Боснию и Герцеговину боснийцев и хорватов проживавших ранее в районах Республики Сербской. В пределах Федерации Боснии и Герцеговины сохраняются боснийские и хорватские районы.
По всей стране противоборствующими сторонами уничтожались церкви и мечети. Среди самых важных потерь исламских памятников были две мечети в Баня-Луке: Арнаудия и Ферхадия, которые были внесены ЮНЕСКО в регистр мировых культурных памятников. Эти мечети были уничтожены сербскими частями в 1993 году.

## Современное религиозное состояние
Религиозные лидеры трёх основных конфессий страны утверждают, что соблюдение религиозных догм увеличилось среди молодых людей, как выражение самоидентификации с их этническим наследием, в значительной степени из-за религиозного возрождения, которое произошло в результате Боснийской войны. Многие боснийские женщины приняли исламские каноны одежды, которые не были в быту, особенно в городах, до войны. Лидеры трёх главных религиозных сообществ замечают, что они получают большую поддержку в сельских районах Боснии и Герцеговины, а не в городах, таких как Сараево или Баня-Лука.
В Боснии и Герцеговине существуют восемь муфтиятов, находящихся в главных муниципалитетах страны — Сараево, Бихаче, Травнике, Тузле, Горажде, Зенице, Мостаре и Баня-Луке. Глава мусульман Боснии и Герцеговины — Хусейн Кавазович.
Миссионерская деятельность прочих религиозных организаций ограничена, но некоторый рост отмечен у адвентистов седьмого дня, свидетелей Иеговы, методистов, мормонов и кришнаитов.

## Межрелигиозные отношения
В 1997 году лидерами мусульманской, православной, католической и еврейской общин был создан Межрелигиозный совет Боснии и Герцеговины. Межрелигиозная организация была учреждена для использования возможностей регионального межрелигиозного диалога в мирном строительстве.